# 堤ほの花
堤 ほの花（つつみ ほのか、1997年6月19日 - ）は、日本の女子ラグビーユニオン選手。

## プロフィール
- 佐賀県出身。
- 身長 153cm、体重 55kg
- 15人制女子日本代表に選ばれたことがある[1]。
- ポジションはウィング(WTB)[2]。

## 来歴
小学1年生からラグビーを本格的に始めた。
2016年、佐賀工業高校卒業後、日本体育大学に入る。
2017年、女子ラグビーワールドカップ2017の15人制女子日本代表に選ばれた。
2020年、日本体育大学卒業。
2021年、東京五輪の7人制女子日本代表内定選手に選ばれた。
2024年、パリ2024五輪の7人制女子日本代表内定選手に選ばれた。